# Carl Nyström (fotbollsspelare)
Matts Carl Henrik Elfgren Nyström, född 25 augusti 1990 i Sunne, är en svensk före detta fotbollsspelare.

## Karriär
Nyströms moderklubb är IFK Sunne. Han har även spelat för Väsby United, IK Sirius, Gais och Brommapojkarna.

### IK Sirius
Samtidigt med spel i Sirius studerade han vid Uppsala Universitet och är utbildad gymnasielärare. Nyström spelade i IK Sirius mellan 2011 och 2015. Han fick han supportrarnas pris för bäste spelare i Sirius (Årets Kjelledine) 2012. Nyström var med i det lag som avancerade till Superettan 2014 genom att vinna Division 1 2013. Nyström var även lagkapten under 2013, och delade på lagkaptensuppgiften under 2014 med Niklas Thor.

### Gais
2016 kontrakterades Nyström av Gais och under flertalet av sina år där var han lagkapten. I november 2017 förlängde han sitt kontrakt med två år. I december 2019 förlängde Nyström återigen sitt kontrakt med två år. Under sin tid i Gais tilldelades Nyström Herbert Lundgren-trofén två gånger, 2017 och 2020. Han fick även utmärkelsen Hedersmakrillen 2018. Efter säsongen 2020 lämnade han klubben.

### BP
I januari 2021 värvades Nyström av IF Brommapojkarna. Han spelade 15 matcher i Ettan Norra 2021 men valde efter säsongen att lämna klubben.